# Neve-ILO
Neve-ILO is een historisch merk van motorfietsen.
De bedrijfsnaam was Heinrich Neve GmbH, Neumünster.
Dit Duitse merk was een van de eerste waar de 132- en 170 cc ILO-tweetaktmotoren werden ingebouwd. Het was een van de vele, vaak kleine bedrijfjes die na de Vrede van Versailles werk zochten in de productie van kleine, goedkope vervoermiddelen. De concurrentie was echter enorm, terwijl de bevolking weinig te besteden had vanwege de Duitse herstelbetalingen na de Eerste Wereldoorlog. Daardoor verdwenen de meeste "kleintjes" rond 1925 weer van de markt. De productie van de Neve-ILO motorfietsen duurde van 1923 tot 1926.